# Castello dei Piast

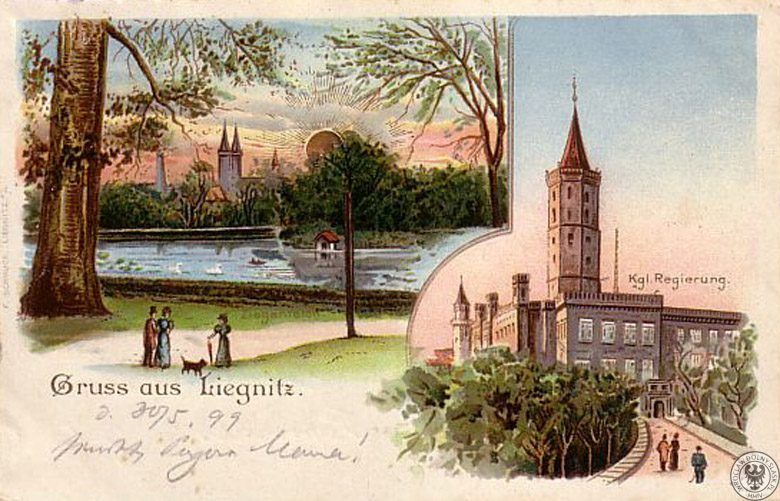
Castello dei Piast a Legnica in una cartolina postale del 1899

Il  Castello dei Piast a Legnica è uno dei castelli più antichi della Polonia.

## Storia

### Medioevo

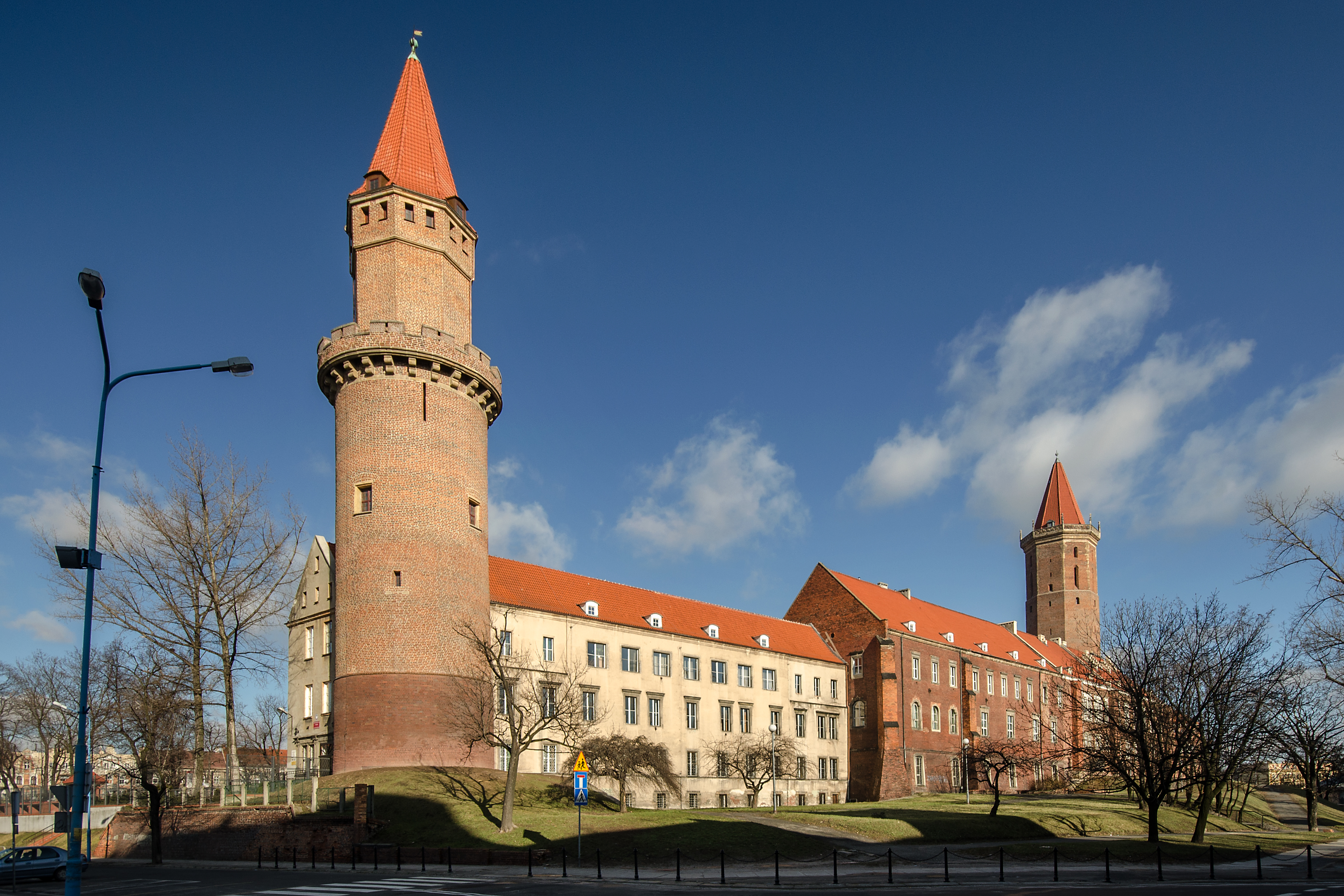
Castello dei Piast a Legnica (tedesco Schloss Liegnitz)

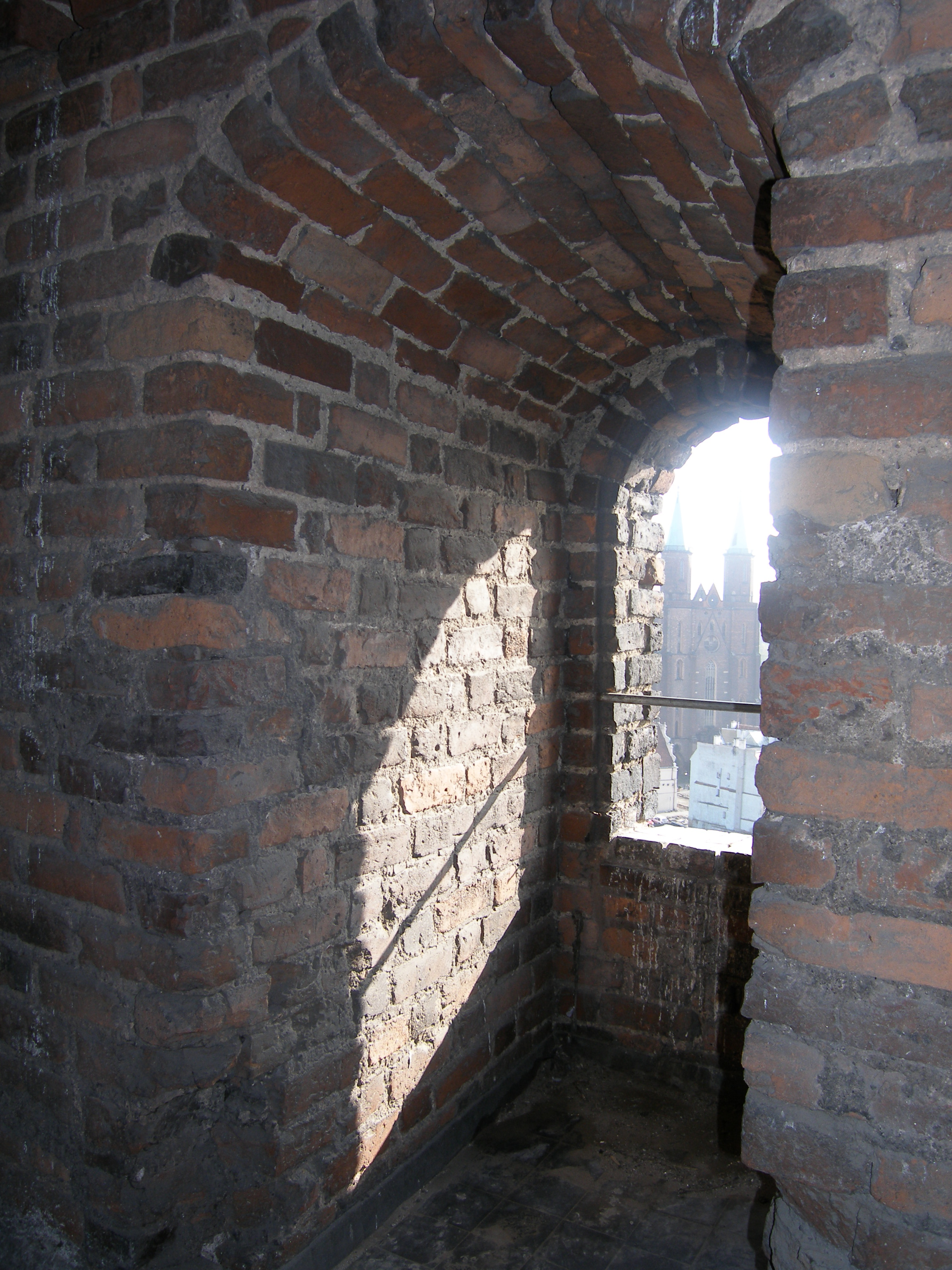
Vista dalla torre di san Pietro (torre di Fame)

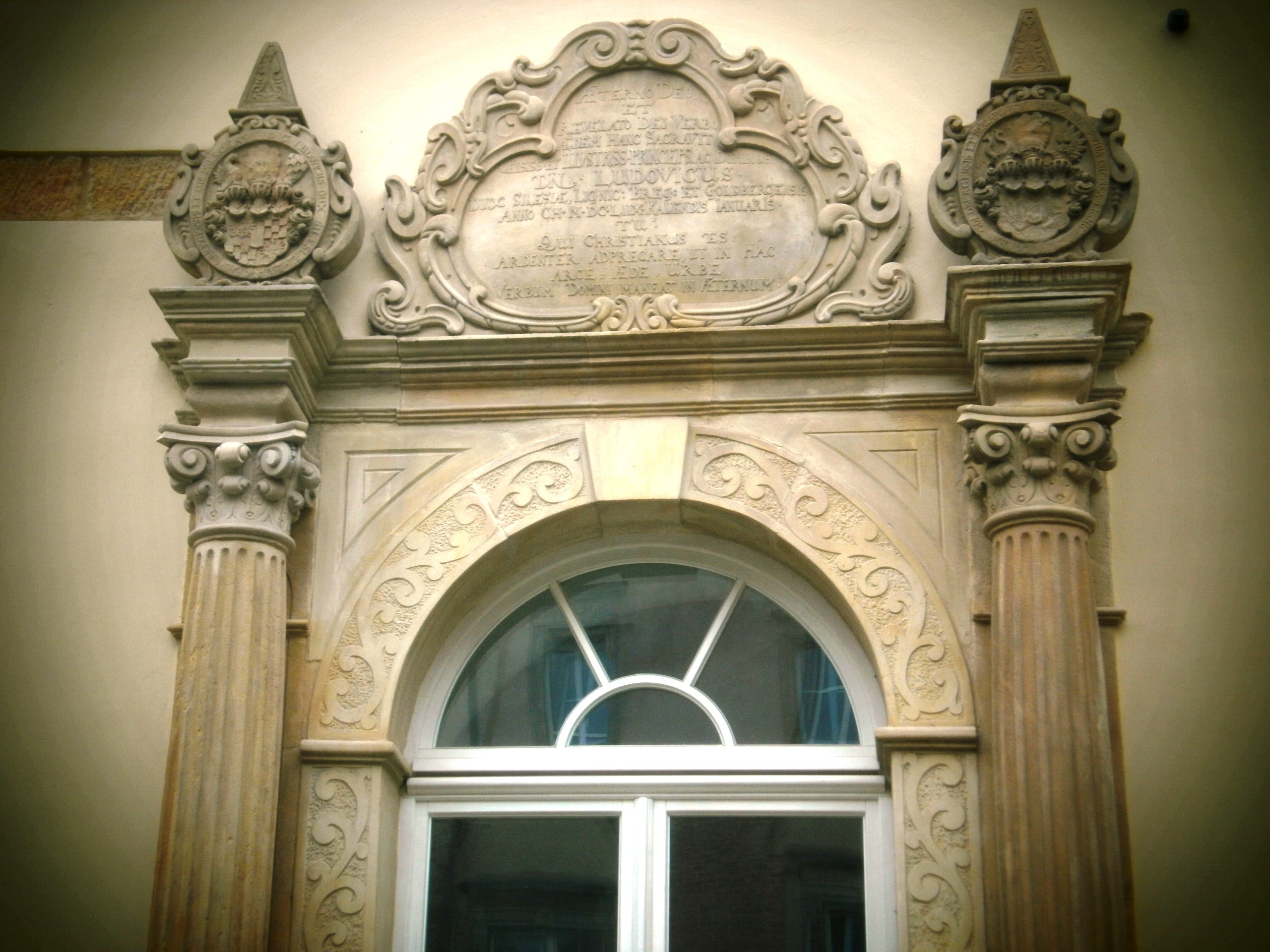
Cortile del Castello dei Piast a Legnica. La decorativa cornice esterna di una finestra, con due colonne coronate dagli scudi araldici raffiguranti stemmi cavallereschi

Nell'VIII secolo, in mezzo ai bacini lacustri della regione dei laghi Pojezierze Legnickie, dove i fiumi Czarna Woda e Kaczawa si uniscono e creano chilometri di canali e lanche, fu costruito un insediamento fortificato in legno e terra. I costruttori, probabilmente i [./Https://pl.wikipedia.org/wiki/Trzebowianie Trzebowianie], approfittando del valore difensivo naturale della foce del Czarna Woda, costruirono una collina artificiale sulla quale erigessero la fortezza. Essa divenne, insieme alle fortezze di Jawor e Dunino sul fiume Nysa Szalona, un luogo per la difesa e sorveglianza dei territori della tribù di Trzebowianie.

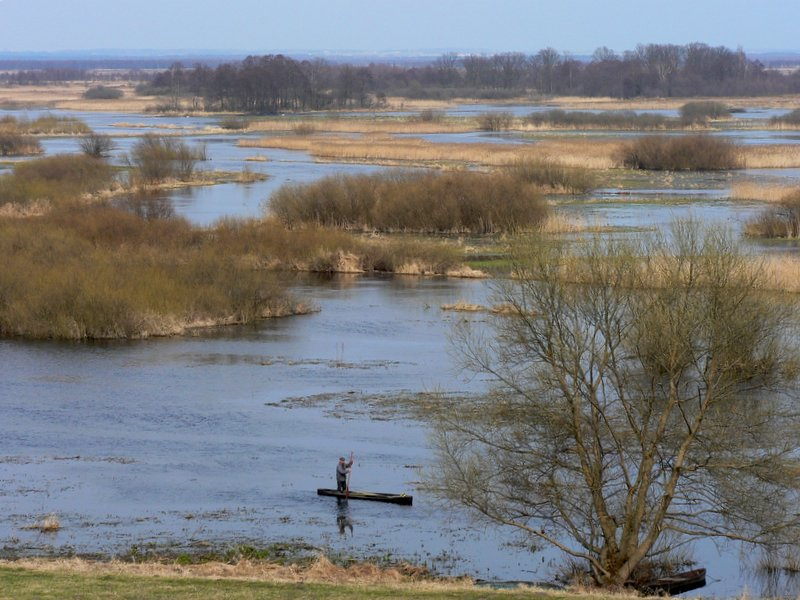
Fiumi Kaczawa e Czarna Woda, più potenti nel passato, con molti rami che bagnavano una vasta zona

Secondo le analisi dendrocronologiche, il nuovo insediamento in legno fu costruito all'epoca del regno di Mieszko I, intorno al 985, delineando la cosiddetta fortezza dei Piast (nello stesso periodo vennero costruite le fortezze di Breslavia e Opole). Il nuovo insediamento era pianificato per proteggere le terre della Silesia, annesse in quel periodo allo stato dei Piast.
Laddove sorgeva la fortezza in legno ancora esistente e menzionata ai tempi di Boleslao il Ricciuto, alla fine del XII secolo, venne costruito un castello che diventò la prima roccaforte in mattoni e pietra in terre polacche. La roccaforte era circondata dal fossato con nuovi argini in legno. Il colle del castello era suddiviso in due zone: la parte principale, in cui si trovavano la residenza del principe, la cappella e la torre di san Pietro. La parte secondaria era occupata da edifici di carattere amministrativo, dove erano situati i magazzini, la casa del castellano e la torre di guardia. Quest'ultima eretta per difendere il cancello d'ingresso, denominata negli anni successivi “Torre di sant'Edvige”.
Gli appartamenti del castello di Legnica costituivano la residenza principale di Boleslao I l'Alto e di suo figlio Enrico. Entrambi i principi trascorsero molto tempo nel castello amministrando i loro regni dopo che la fortezza in legno venne bruciata nel 1172, durante la ribellione di Jaroslaw, capitanata dall'altro figlio del principe Boleslao.
Nel 1241, il castello fu oggetto di un assedio dei Mongoli, ma lo respinse con successo.

### Ricostruzioni nel Quattrocento e nel Cinquecento

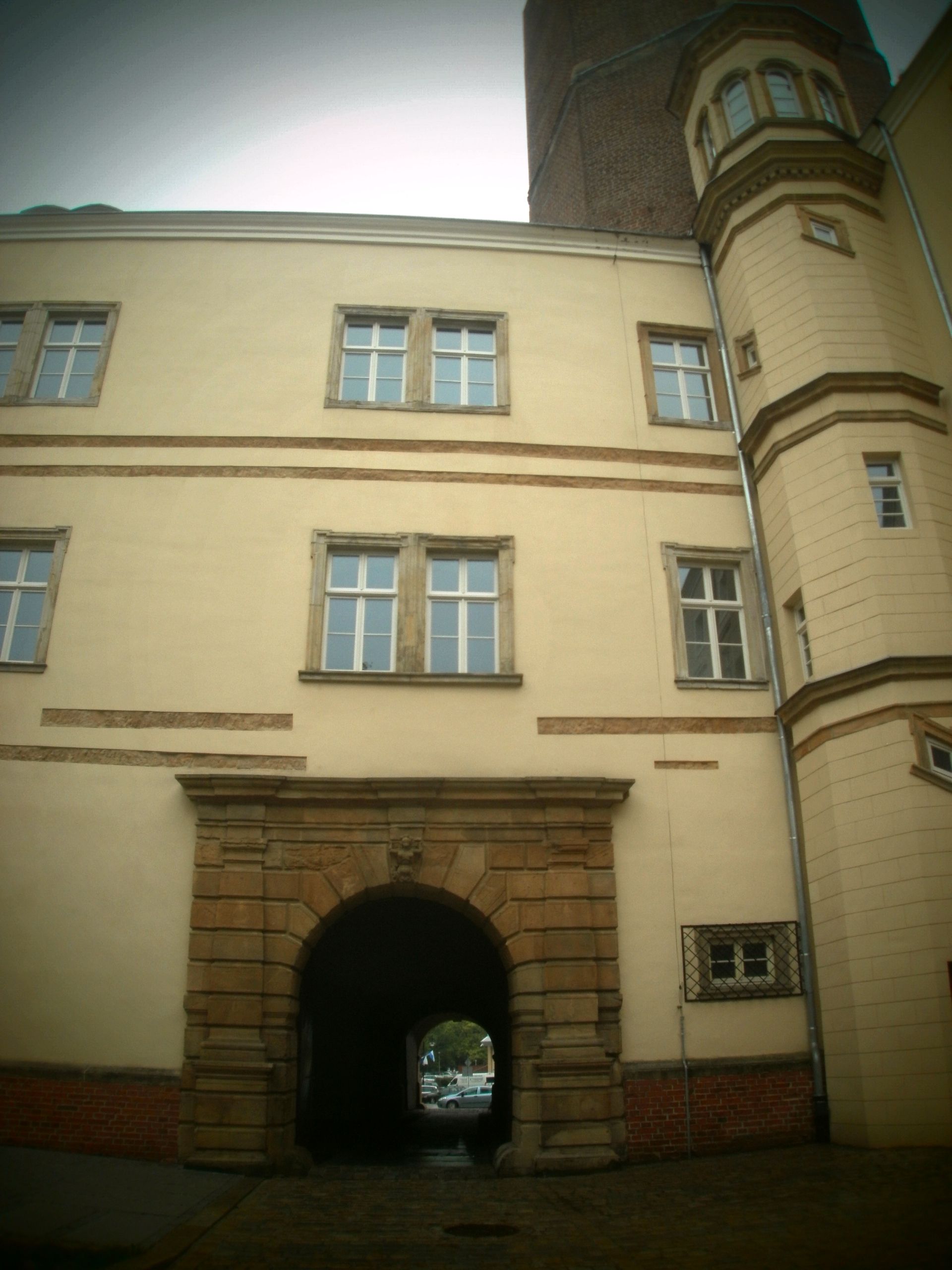
Castello dei Piast: la torretta adiacente alla torre di san Pietro

All'inizio del Quattrocento il castello venne ricostruito grazie a un importante contributo offerto dal cosiddetto Maestro di St. Denis, esperto architetto della corrente gotica Flamboyant, fatto venire appositamente a Legnica dalla Francia. Le opere di quell'artista decoravano pure le più eccellenti costruzioni della città come ad esempio la Collegiata del Santo Sepolcro, vero e proprio gioiello dell'architettura gotica. Oggi è ancora possibile ammirare alcune sue opere nella Cattedrale di Legnica.
Dopo molti decenni, fu il turno di Federico II di intraprendere una ricostruzione rinascimentale del castello. Il principe è noto per la rinuncia alla fede cattolica da parte della dinastia di Legnica in favore del protestantesimo. Sua fu anche la decisione di demolire la Collegiata di Legnica, famosa all'epoca per le sue grandi dimensioni. Nello stesso periodo fu inoltre edificato un nuovo sistema di fortificazioni, ovvero di argini in terra, di fossati ed di battifredi angolari. L'ampliamento della fortificazione fu possibile, tra l'altro, grazie ai materiali ottenuti dalla demolizione della Collegiata e di alcune chiese e cappelle di secondaria importanza, ubicate fuori dalle mura di Legnica.
Sigismondo Jagellone conosciuto poi come Sigismondo I il Vecchio, re di Polonia, fu un ospite frequente del principe Federico nel castello di Legnica.
Nel 1560 si celebrarono le sontuose nozze del principe Enrico XI con Sofia, una delle figlie del margravio Giorgio di Brandeburgo-Ansbach. Alla cerimonia intervennero molti ospiti e vennero organizzati per loro splendidi tornei cavallereschi, cacce e corse. Quando l'imperatore Massimiliano II si recò in Slesia per ottenere un tributo dai signori slesiani, Enrico XI lo invitò proprio al castello di Legnica. Leggenda narra che assieme all'imperatore, si presentarono 2000 persone e il banchetto tenuto in suo onore nel castello andò avanti per 5 giorni.

### Barocco e neogotico
Dopo l'estinzione della linea slesiana dei Piast, nel 1675 il castello divenne la sede dei governatori asburgici.
Johann Christoph Zierowski, uno dei governatori, contribuì notevolmente al rinnovamento e a un ulteriore ampliamento dell'edificio. I cambiamenti architettonici, ugualmente a quelli successivi, non modificarono l'assetto dell'edificio distribuito attorno ai due cortili.
Il castello rimase in questa forma fino al primo decennio del Settecento, quando un grande incendio distrusse la cappella principesca situata accanto alla porta Lubińska oltre alla vecchia torre romana che era situata accanto alla cappella e all'ala settentrionale e orientale del castello stesso.
La ricostruzione dopo l'incendio diede al castello l'aspetto di un palazzo barocco. Non vennero ricostruite né la torre Lubińska né la cappella. Sulle pareti esterne vennero aggiunte paraste per dividere le grandi finestre in coppie incorniciate da nuovi elementi architettonici. Il piano terra separato da quelli superiori costituiva un vero e proprio zoccolo. Sull'architrave delle finestre poste al primo piano furono aggiunti i timpani di forma barocca ornamentali, volendo sottolineare così la destinazione d'uso di questo piano ovvero di rappresentanza.
Nel 1740, dopo la conquista di Legnica operata dal re di Prussia Federico II il Grande, venne ordinato di demolire l'intera fortezza, tuttavia in un secondo momento venne scelto di abbattere solo il ponte levatoio, di colmare i fossati e cambiare uso ad alcuni edifici che vennero trasformati in magazzini.
Altri due incendi devastarono il castello nel 1835 e nel 1840. La ricostruzione predisposta nel 1840 venne portata a compimento in alcuni step negli anni 1846, 1866/67 e 1879 e alla fine conferì alla costruzione architettonica romantica un carattere neo-gotico. Durante il restauro le ali del castello cambiarono la loro funzione, si ricostruirono gli interni e vennero aggiunte nuovi vani per le scale, si cambiò il rivestimento dei muri e l'edificio fu coronato da merlature. Alla galleria che separava i due cortili venne conferita una forma neo-rinascimentale, l'ordine ionico dei capitelli è ben riconoscibile. L'ex torre dell'orologio assunse invece una forma romana.
L'ingresso al castello venne spostato ad est, ai piedi della torre di san Pietro. Le porte furono suddivise in passaggio per carri e per i pedoni. La facciata venne puntellata da entrambi i lati con i mura di rinforzo. Dentro una di queste mura (il muro del nord) era presente una discesa alle casematte sotterranee. All'altezza del fregio della porta, sopra le mura oblique, si vedono due cannoniere i cui fori hanno conservato la forma originale di cuore appiattito. Tranne la decorazione della porta, oggi non si nota nessuna traccia degli ornamenti architettonici risalenti a quel periodo.
Nel febbraio del 1945 il castello fu di nuovo distrutto in un incendio. Quando venne ricostruito negli anni 60' del Novecento divenne un edificio scolastico.

## Leggende legate al castello dei Piast
Come molti altri castelli, anche il Castello dei Piast ha le proprie leggende. In particolare, sono le due torri che ad essere al centro di storie locali, ovvero la torre di san Pietro e quella di sant'Edvige. La torre di sant'Edvige fu battezzata con il nome della principessa Edvige, che vi dimorava durante i suoi viaggi a Legnica. I sotterranei della torre sarebbero tanto profondi quanto alte sono le sue mura. La principessa vi trascorreva la maggior parte del suo tempo, pregando Dio e parlando con gli angeli.

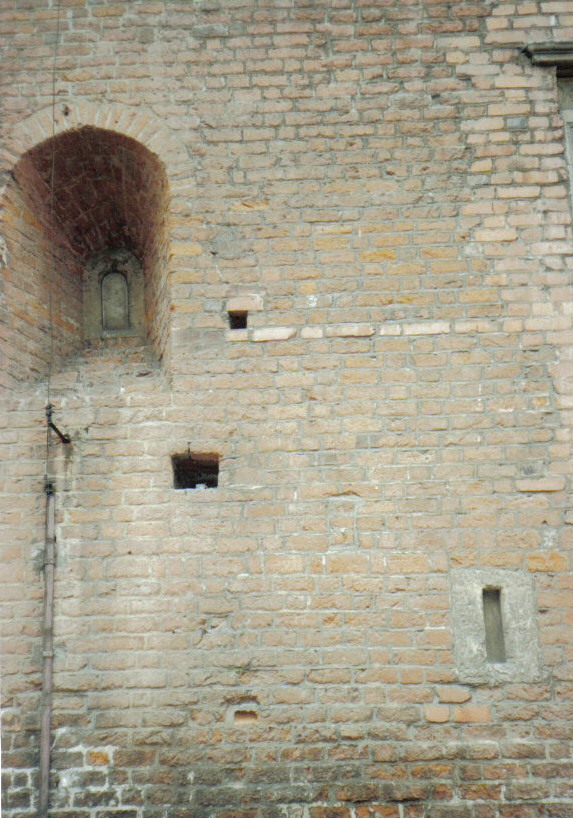
Frammento superstite di una parete romana

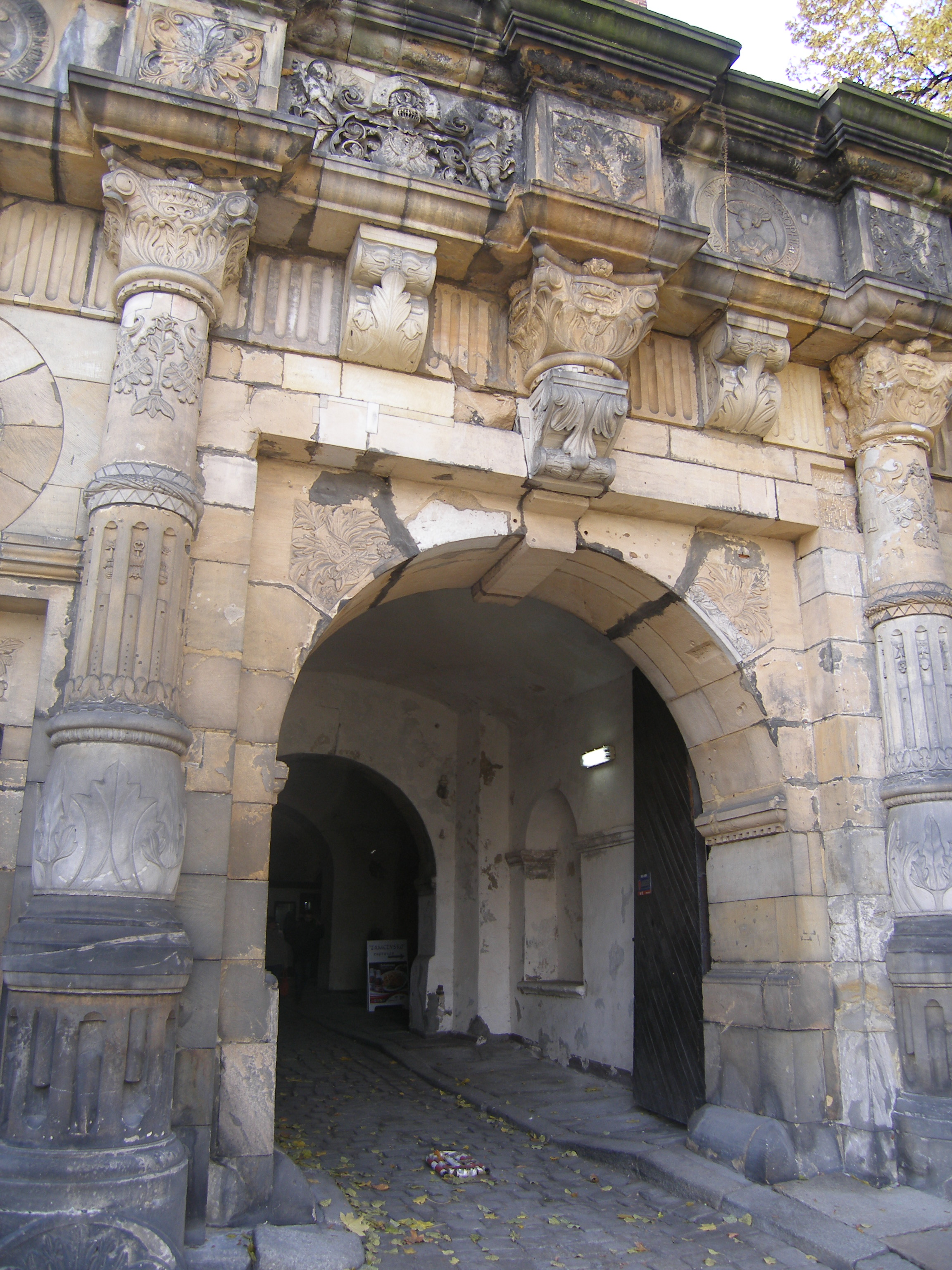
Portale del castello

La leggenda sulla torre di san Pietro racconta la storia di Otton von Hohen, cavaliere disobbediente, che ricevette dal suo sovrano l'ordine di consegnare un pasto a un paggio condannato e imprigionato nel sotterraneo della torre. Il cavaliere, noto per la sua vita dispendiosa, invece di acquistare quanto richiesto spese tutti i soldi che sarebbero serviti per comprare da mangiare al prigioniero in altro. Il principe, tornato da un viaggio, venne a sapere che il paggio era stato condannato ingiustamente e chiese di liberarlo. Nella torre fu però trovato soltanto il cadavere dell'uomo morto di fame e sete. La notizia mando su tutte le furie il principe, che condannò il cavaliere disobbediente a morte per fame e ordinò di imprigionare pure lui nel sotterraneo. Otton von Hohen, chiuso nella torre insieme al corpo putrescente del paggio Sławek, non vi sopravvisse nemmeno 10 giorni. Gemette forte per notti intere, chiedendo pietà e il suo rilascio, ma il principe rimase impassibile. I due morti di fame furono sepolti nella stessa tomba. Leggenda narra che da allora lo spirito del cavaliere spaventa chiunque si avventuri per le strade dell'insediamento. Alcune persone che abitano oggi vicino al castello sostengono che anche adesso si possano sentire di notte dei gemiti provenienti dal sotterraneo della torre. In ricordo di quella storia la torre di san Pietro ottenne il secondo nome di “torre della Fame” e ancora oggi viene chiamata con entrambi i nomi.

## Architettura del castello

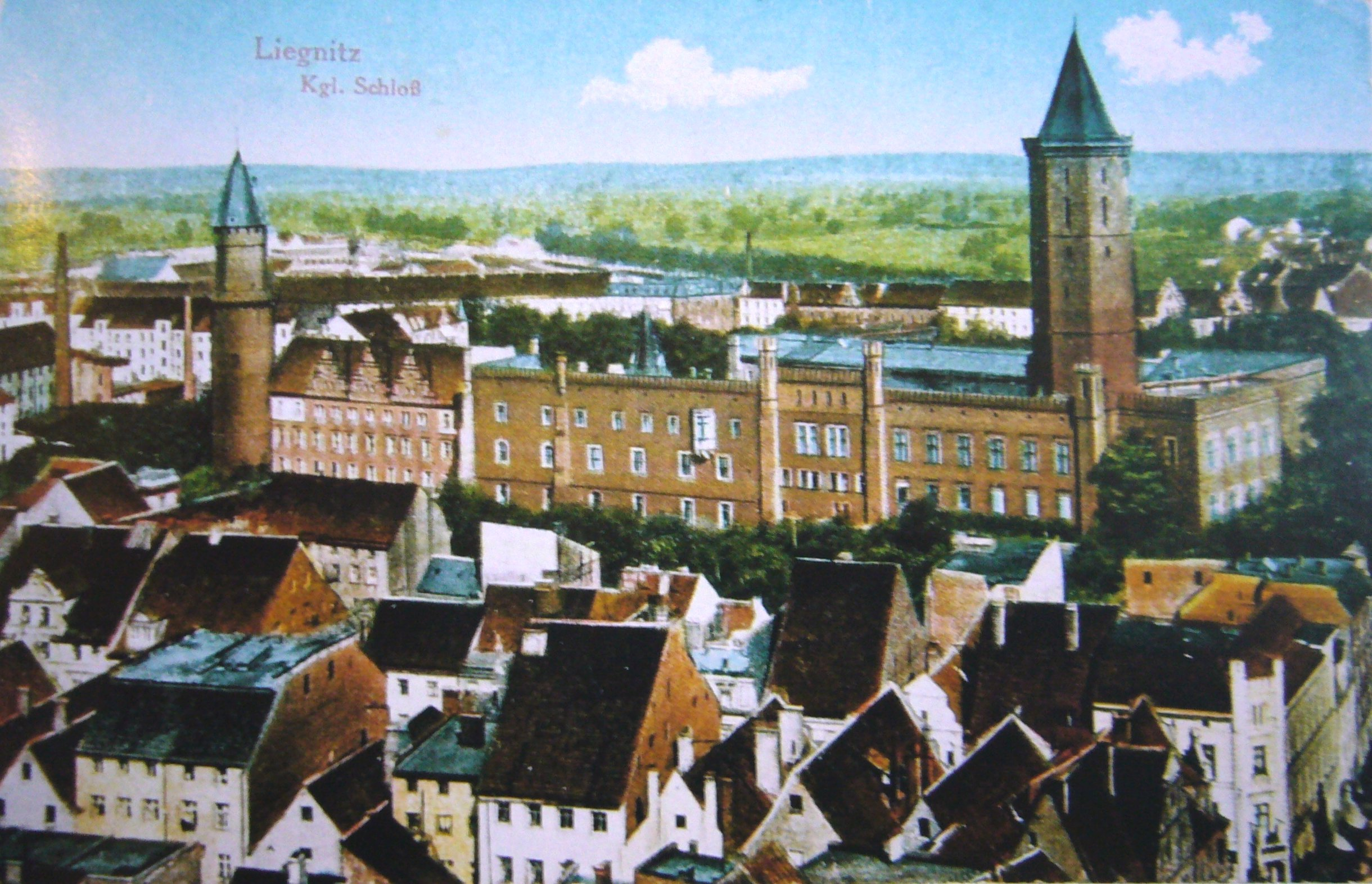
Vista sul castello dalla torre della chiesa di Maria Vergine, all'inizio del Novecento

Il Castello dei Piast a Legnica rappresenta un edificio che merita di essere chiamato “castrum”, in quanto fu la prima roccaforte polacca costruita in mattoni e pietra e fu eretto sul sito dell'antico insediamento fortificato. La maggior parte del cortile sul lato sud viene occupata dal palazzo, edificato su una superficie rettangolare occupante l'area di 16,15 × 61,2 m. Per la costruzione del palazzo vennero utilizzati i mattoni, mentre per le cornici delle finestre e delle porte fu utilizzata la  pietra arenaria. Il palazzo aveva un'altezza originariamente di 12 m ed era coperto da un tetto a due falde, realizzato probabilmente in scandole di legno. Le tracce dell'originale divisione del palazzo di tre piani sono visibili ancora oggi.
Le due torri superstiti, la torre ottagonale di san Pietro e la torre rotonda di sant'Edvige, furono costruite nello stesso lasso di tempo del palazzo. Rappresentano il primo esempio di questa tipologia di torri di difesa in Slesia e pure in Polonia. La torre di san Pietro, battezzata così in onore del santo patrono di Legnica, è ubicata a una distanza di circa 14 m ad est dal palazzo. In origine la struttura aveva un'altezza complessiva di 25 metri. La torre di sant'Edvige fu eretta invece nella parte del borgo del castello e all'inizio aveva la funzione di difendere l'ingresso principale che venne sostituito nel Cinquecento con una porta di rappresentanza, dopo la ricostruzione rinascimentale della residenza principesca. L'altezza originaria della torre era di 20 metri ed entrambe le torri sono coronate dai tipici tetti a punta a forma di cono. È in progetto, per la torre di san Pietro, l'apertura in breve tempo di una terrazza panoramica circondata da balaustre con sculture realizzate in pietra arenaria.  
La porta principale del castello è decorata con medaglioni scolpiti in pietra arenaria oltre a motivi floreali in stile rinascimentale finemente lavorati. Gli ornamenti della porta sono considerati unanimemente il miglior esempio dell'arte scultorea a Legnica.
Un segmento di fabbricato situato nella parte meridionale del cortile, che unisce le due ali opposte del castello, rappresenta un altro elemento della costruzione molto interessante dal punto di vista architettonico. Il segmento fu edificato alla fine dell'Ottocento in stile neogotico, come ci viene suggerito dalle piccole colonne lavorate in maniera eccellente nonché dagli elementi del rivestimento di forma convessa e dipinti di due colori. Attualmente è qui ubicata la biblioteca del Collegio per gli Insegnanti di Lingue Straniere a Legnica.

## Castello oggi
Le due torri sopravvissute nel tempo sono la torre ottagonale di san Pietro e quella rotonda di sant'Edvige. Oltre il cortile, in un padiglione costruito per svolgere questo scopo, sono esposti i resti in pietra e mattoni della cappella romanica dei SS. Benedetto e Lorenzo, scoperti durante lavori di restauro. Accanto al castello si trova anche la torre della Porta di Głogów, utilizzata ancora oggi e conservata in buone condizioni (in passato essa costituiva una parte delle mura urbane).

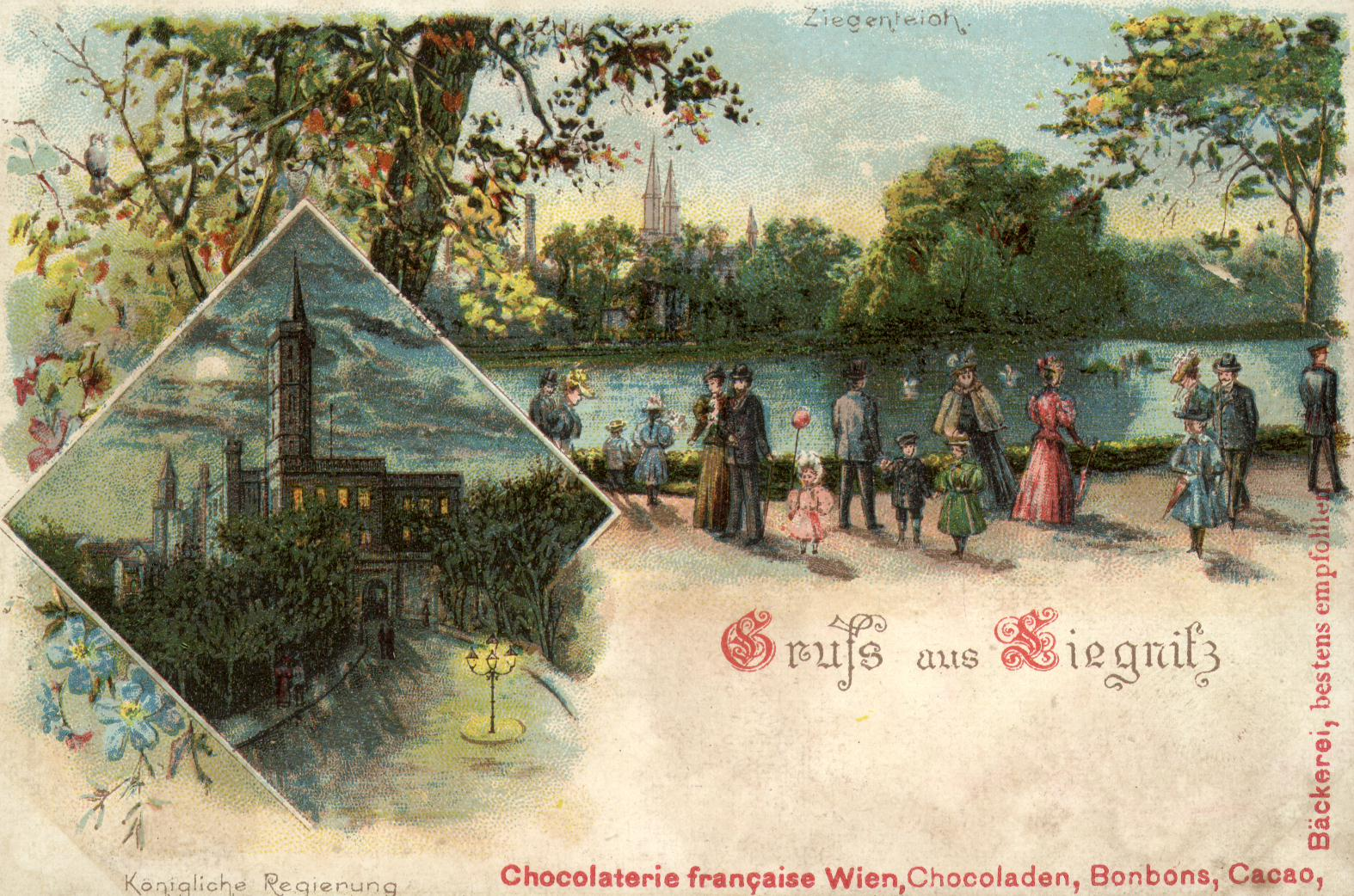
Castello in una vecchia cartolina

Nel 2009 è iniziata una campagna di restauro del castello. Vennero ristrutturate per prime le torri di san Pietro e sant'Edvige nonché il tetto. Le torri verranno in seguito al restauro aperte al pubblico.
Attualmente nel castello sono ubicate le sedi delle seguenti scuole: Collegio per gli Insegnanti di Lingue Straniere (Nauczycielskie Kolegium Języków Obcych, NKJO), Ginnasio n. 4 e Scuola Superiore di Management (Wyższa Szkoła Menadżerska). Presso l'NKJO ci sono la Casa dello Studente (Dom Słuchacza) e il Centro dell'Informazione Linguistico-Metodologica (Centrum Informacji Językowo-Metodycznej, CIJM). Il Centro nasce nel 1990 per sostenere e divulgare  un nuovo sistema didattico scolastico. La biblioteca collabora con molti istituti specializzati nella formazione degli insegnanti in Polonia e all'estero. Essa mantiene anche contatti con case editrici straniere, il che permette di arricchire le collezioni con le ultime novità e con pubblicazioni di rilievo.

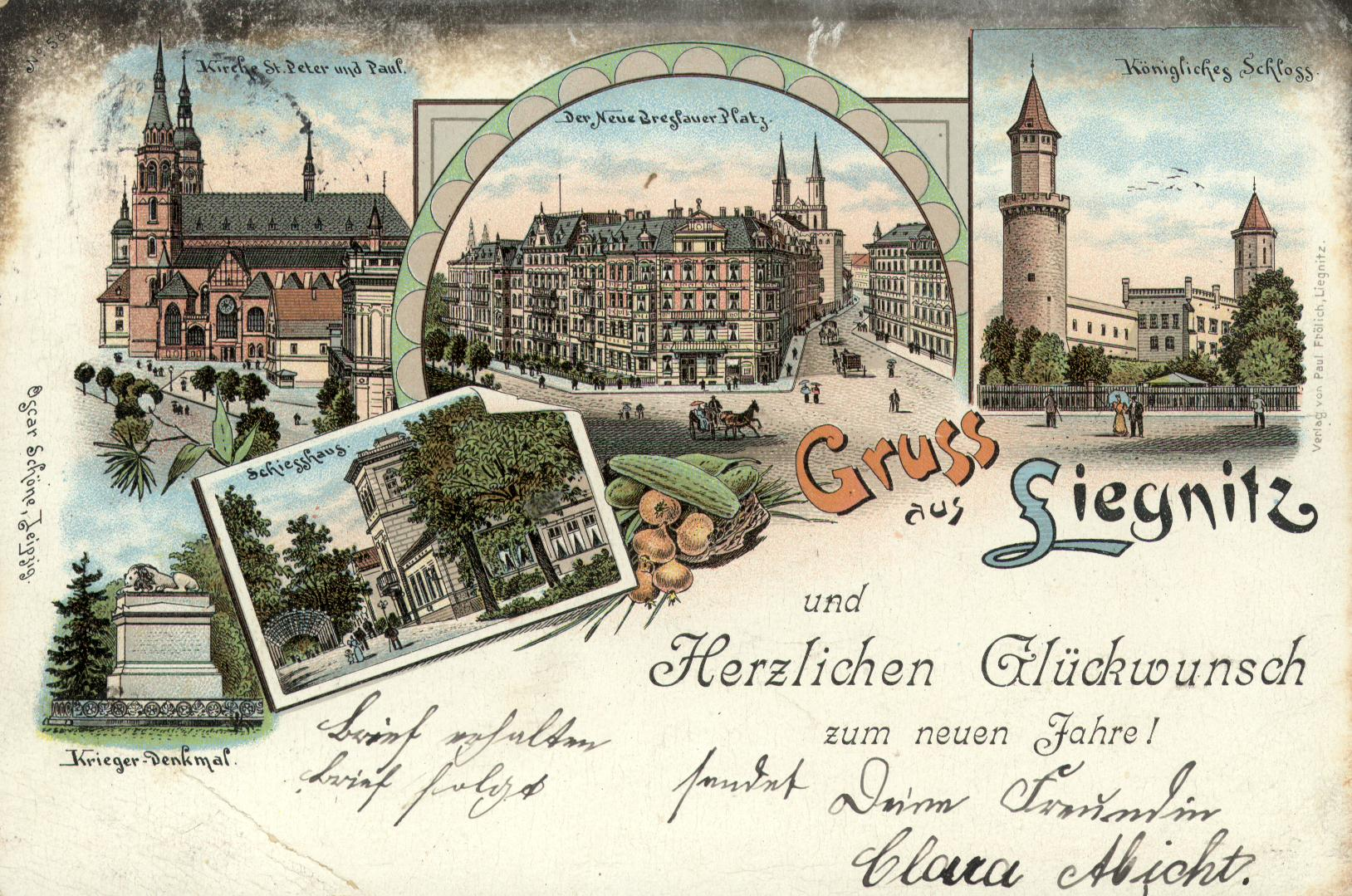
Castello in una vecchia cartolina

Presso l'NKJO si trovano anche tre laboratori di perfezionamento professionale per gli insegnanti di lingue straniere. Il Laboratorio di Perfezionamento Professionale per gli Insegnanti di Lingue Straniere (Pracownia Doskonalenia Nauczycieli Języków Obcych, PDNJO) è stato aperto nel 2000. Il suo compito principale consiste nell'organizzazione di corsi e di workshop per gli insegnanti di lingue straniere (lingua tedesca, francese e inglese). Il laboratorio offre vari corsi condotti da un personale docente qualificato, sia polacco che straniero.
L'INSETT (In-service Teacher Training) fa parte del Programma del Perfezionamento Professionale degli Insegnanti di Inglese e svolge le sue attività presso l'NKJO fin dall'ottobre 1996. Il programma è sorvegliato dal Ministero dell'Educazione Nazionale (Ministerstwo Edukacji Narodowej, MEN), dall'Istituto Centrale per il Perfezionamento Professionale degli Insegnanti e dal British Council. La sezione del programma INSETT “Regione di Legnica” è dedicata agli insegnanti di inglese che lavorano in scuole primarie, ginnasi e scuole superiori sul territorio del voivodato della Bassa Silesia e del voivodato di Opole.
Il progetto COFRAN invece nasce nel 2002 e fa parte del programma nazionale del perfezionamento professionale degli insegnanti di francese CONCORDE. Le seguenti istituzioni hanno contribuito alla creazione del progetto:
- Ministero dell'Educazione Nazionale e dello Sport
- Ambasciata di Francia in Polonia
- Istituto Centrale del Perfezionamento Professionale degli Insegnanti a Varsavia
- Collegio per gli Insegnanti di Lingua Francese a Varsavia
- Associazione degli Insegnanti di Lingua Francese PROF-EUROPE